# Trifolium erubescens
Trifolium erubescens là một loài thực vật có hoa trong họ Đậu. Loài này được Fenzl miêu tả khoa học đầu tiên.